# Икэбэ, Синъитиро
Синъитиро Икэбэ (яп. 池辺 晋一郎 15 сентября 1943 года) — японский композитор.

## Жизнь и творчество
Синъитиро Икэбэ получил музыкальное образование в Высшей школе искусств В Токио, кот орую окончил со степенью магистра в 1971 год. Среди учителей Икэбэ следует назвать Акио Ясиро, Томодзиро Икэноути и Акиру Миёси. Ещё будучи студентом, в 1966 год он выигрывает призовое место за музыкальную композицию на 35 -м Всеяпонском конкурсе. В 1971 году за музыку к сериалу «Мёртвое божество» становится призёром на Международном конкурсе телевизионных сериалов в Зальцбурге. За постановку «Кармен» в 1989 году был удостоен международной премии «Эмми».
Синъитиро Икэбэ — автор многочисленных симфонических и других произведений для оркестра, произведений камерной музыки, песен, пьес для японских народных инструментов, опер, а также музыки для телесериалов, театра и кинофильмов, в том числе снятых под режиссурой Акиры Куросавы. Кроме творчества как композитор также занимался преподвательской деятельностью — в Музыкальной школе Токио.

## Сочинения (избранное)

### Музыка для оркестра
- Движение оркестра, 1964
- Конструкция, 2 оркестровых пьесы, 1966
- Фортепианный концерт Nr. 1, 1967
- 1 -я симфония, 1967
- Малая симфония, 1969
- Энергейя, для 60 музыкантов, 1970
- Кусаби, танцевальная музыка, 1972
- Диморфизм, для органа с оркестром, 1974
- Квадраты, для японских народных инструментов и оркестра, 1974
- Существо, балет, 1974
- Осита, женщина-пламя, танцевальная музыка, 1978
- Такеру, танцевальная музыка, 1979
- 2 -я симфония «Триас», 1979
- Хару-но-уми, для оркестра, 1980
- Концерт для скрипки, 1981
- Элегия для струнных, 1982
- Настроение для оркестра, 1983
- Амадеус, для двух групп духовых инструментов и органа, 1983
- Этиго-Дзиси, для хора с оркестром, 1983
- Клеопатра — любовь и смерть, балет, 1983
- Движение и неподвижность, балет, 1984
- 3 -я симфония «ЭгоФан», 1984
- Мидзу-Кугуру-моногатари, танцевальная музыка, 1984
- Увертюра времени летящей звезды, 1984
- Увертюра прихода новой весны, вариации на темы Антонио Вивальди и Мориса Равеля, 1986
- To-тo тару, ититаи-муи, балет, 1986
- Мандолин Мандориале, для оркестра из мандолин, 1986
- Фортепианный концерт Nr. 2, 1987
- Увертюра «Мито», 1989
- Фантазии о Кюсю, симфоническая пьеса, 1989
- Мыс для духовых инструментов, 1989
- За землю, танцевальная музыка, 1989
- Увертюра любовных песен, 1990
- 4 -я симфония, 1990
- 5 -я симфония «SIMPLEX», 1990
- Хоккай, симфоническая пьеса, 1992
- Фантазии о Рюкю, симфоническая пьеса, 1993
- 6 -я симфония «По своим координатам», 1993, :30’
- Гора, симфоническая пьеса, 1994
- Почти как дерево, концерт для виолончели с оркестром, 1996
- Лицензия для духовых , концерт для фагота и оркестра, 1999—2004
- 7 -я симфония «О симпатии к каплям», 1999
- Эхо, для оркестра, 1999
- Сака-Сакаса-Каса, марш-концерт, 2000-02
- Прелюдия для праздника, 2000
- Суть воды, для оркестра, 2001
- Фанфары для Токийского симфонического оркестра, 2002
- Фан-Фаринг, для хора с оркестром, 2002
- Хроника 3776 метров, для оркестра, 2003
- На песке, лицом к лицу, концерт для флейты и оркестра, 2003
- После снов, 2003
- Танада I, для оркестра, 2004
- Накацугава, симфоническое сочинение, 2005, :11’
- Мандолин Мандориале 2 «Вива! Канцона!», для оркестра из мандолин, 2006
- Люминесценция на льду, концерт для арфы м оркестра, 2007

### Оперы, кантаты, мюзиклы
- Мёртвое божество, опера, 1971
- Красные туфли, музыкальная драма, 1975
- Молчание, музыкальная адио-драма, 1977
- Приключения Пиноккио, мюзикл, 1981
- Хоити, княгиня, опера, 1982
- История, не имеющая конца, мюзикл, 1984
- Таро в стране чудес, мюзикл, 1985
- Окно, музыкальная драма, 1986
- Чичубу-Бансо, опера, 1988
- Кармен, каприччио по Жоржу Бизе, 1989
- Для прекрасной звезды, кантата, 1990
- Вататами но мроко но мийя, кантата, 1990
- Син, дзен, Би, кантата, 1994
- Oсити, опера, 1995
- Океан, гора, реки и человеческое бытие, кантата, 1996
- Такагами, опера, 2001
- Коцуру, опера, 2003
- Онихати, опера, 2004
- Рапсодия Саган, 2004
- Курсор, мюзикл, 2007
- Мост, кантата, 2007
- Рокумэйкан, драма, 2010

### Музыка для кино
- Моя месть (1979)
- Тень воина (1980)
- Вор и гейша (1981)
- Легенда о Нараяме (1983)
- Дети Макартура (1984)
- Сны (1989)
- Такеси (1990)
- Августовская рапсодия (1991)
- Угорь (1997)
- Тёплая вода под красным мостом (2001)
- Ода к Радости (2006)
- Банзай, режиссёр! (2007)